# Lobivia mamillosa
Lobivia mamillosa ist eine Pflanzenart aus der Gattung Lobivia in der Familie der Kakteengewächse (Cactaceae). Das Artepitheton mamillosa stammt aus dem Lateinischen, bedeutet ‚mit Warzen‘ und verweist auf die Triebe.

## Beschreibung
Lobivia mamillosa wächst einzeln. Die abgeflacht kugelförmigen bis kurz zylindrischen, glänzend dunkelgrünen Triebe erreichen Durchmesser von 8 Zentimeter und eine Wuchshöhe von bis zu 30 Zentimeter. Es sind 13 bis 17 scharfkantige, deutlich gehöckerte Rippen vorhanden, die tief durch Furchen voneinander getrennt sind. Die auf ihnen befindlichen Areolen sind kreisrund und stehen bis zu 1,2 Zentimeter voneinander entfernt. Die aus ihnen entspringenden geraden oder gebogenen Dornen sind gelblich und besitzen eine braune Spitze. Die ein bis vier Mitteldornen sind bis zu 1 Zentimeter lang. Die acht bis zwölf pfriemlichen Randdornen weisen eine Länge von 0,5 bis 1 Zentimeter auf.
Die trichterförmigen und etwas abgebogenen Blüten erscheinen in der Nähe des Triebscheitels. Sie sind weiß oder violett. Die Blüten werden 13 bis 18 Zentimeter lang und weisen Durchmesser von bis zu 8 Zentimeter auf. Die Früchte sind kugelförmig.

## Verbreitung, Systematik und Gefährdung
Lobivia mamillosa ist in den bolivianischen Departamentos Chuquisaca und Tarija in Höhenlagen von 1500 bis 3000 Metern verbreitet.
Die Erstbeschreibung als Echinopsis mamillosa durch Max Gürke wurde 1907 veröffentlicht. Boris O. Schlumpberger stellte die Art 2012 in die Gattung Lobivia.
In der Roten Liste gefährdeter Arten der IUCN wird die Art als „Least Concern (LC)“, d. h. als nicht gefährdet geführt.

## Nachweise